# Хандагайское сельское поселение
Се́льское поселе́ние «Хандагайское» — упразднённое в 2015 году муниципальное образование в Хоринском районе Бурятии Российской Федерации.
Административный центр — посёлок Хандагай.

## История
Статус и границы сельского поселения установлены Законом Республики Бурятия от 31 декабря 2004 года № 985-III «Об установлении границ, образовании и наделении статусом муниципальных образований в Республике Бурятия»
Законом Республики Бурятия от 14 октября 2015 года № 1408-V, сельские поселения «Кульское» и «Хандагайское» были преобразованы, путём их объединения, в сельское поселение «Кульское».

## Население
| 2002 | 2011 | 2012 | 2013 | 2014 | 2015 |
| ---- | ---- | ---- | ---- | ---- | ---- |
| 743  | ↘618 | ↘603 | ↘595 | ↘594 | ↘587 |

## Состав сельского поселения
| № | Населённый пункт | Тип населённого пункта          | Население |
| - | ---------------- | ------------------------------- | --------- |
| 1 | Нарын            | посёлок                         | ↘171      |
| 2 | Хандагай         | посёлок, административный центр | ↘448      |